# Hjalmar Westring
Hjalmar Georg Westring, född 11 oktober 1857 i Jönköping, död 7 oktober 1926, var en svensk ämbetsman och politiker. Han var far till generalmajoren Gustaf Adolf Westring och diplomaten Claes Westring.

## Biografi
Efter mogenhetsexamen i Jönköping 1875 studerade Westring i Uppsala där han blev juris utriusque kandidat 1881. Därefter var han revisionssekreterare under åren 1892–1894, och 1895 blev han expeditionschef för Civildepartementet som han lämnade 1897 för att bli ledamot av Lagbyrån som han i sin tur lämnade för att bli justitieråd 1898.
1901 utsågs han till konsultativt statsråd i amiral Fredrik Wilhelm von Otters regering, ett ämbete han lämnade 1902 för att bli chef för Civildepartementet i E.G. Boströms regering. Under sin tid som statsråd inrättades Försäkringsinspektionen 1904. År 1905 avgick Boström, och Johan Ramstedt tog vid, men dennes tid vid makten blev kort, och under sommaren 1905 avgick Ramstedt och dennes regering, vilket gjorde att Westring nu blev justitieråd. Åren 1918–1920 var han president för Svea hovrätt. Westring var en period ansvarig utgivare för lagboken (Sveriges rikes lag).

## Utmärkelser
- Riddare och kommendör av Kungl. Maj:ts orden (Serafimerorden), 31 december 1920.[1]
- Kommendör med stora korset av Nordstjärneorden, 1 december 1904.[2]
- Storkorset av Danska Dannebrogorden, senast 1915.[3]
- Kommendör av första klassen av Norska Sankt Olavs orden, senast 1915.[3]
- Riddare av andra klassen av Ryska Sankt Annas orden, senast 1915.[3]